# Julio Ángel Fernández
El Dr. Julio Ángel Fernández Alves (nascut a Montevideo el 5 d'abril 1946) és un astrònom uruguaià i membre del departament d'astronomia de la Universitat de la República a Montevideo. També és membre de PEDECIBA, (el programa per al desenvolupament de les ciències bàsiques a l'Uruguai). De 2005 a 2010, va ser degà de la Universitat de la República Facultat de Ciències. L'asteroide 5996 Julioangel el va ser nomenat en honor seu.

## Cinturó de Kuiper
El 1980, en el seu article sobre l'existència d'un cinturó de cometes més enllà de Neptú, Fernández va proposar que els cometes periòdics van arribar excessiva freqüència al sistema solar interior de tenir-se en compte únicament per haver arribat del núvol d'Oort, i que un cinturó transneptunià de cometes al voltant de 50 UA estarien obligats a explicar-los. Models posteriors d'ordinador de Martin Duncan, Tom Quinn i Scott Tremaine del Canadà van donar suport al punt de vista, i finalment van conduir al descobriment del cinturó de Kuiper. Molts astrònoms, inclòs en David Jewitt, qui va descobrir el cinturó, creuen que Fernández mereix més crèdit que qualsevol altra persona, inclòs en Gerard Kuiper, per predir la seva existència. Posteriorment ha publicat molts treballs sobre la població transnepturiana.

## Definició de planeta
El 2006, Fernández va ser un dels diversos dissidents en la reunió de la UAI per establir la primera definició de "planeta". Com a alternativa al projecte de proposta de la UAI, que havia inclòs Plutó, la seva lluna Caront i Ceres entre els planetes, la definició proposada per Fernández es va reservar el terme "planeta" només per a aquells objectes en el sistema solar, que havien superat les dominàncies orbitals de planetesimals, que descriu els objectes que no havien superat les seves òrbites encara que conserven una forma esfèrica com a "planetes nans".
L'esdeveniment es va originar la paraula "Plutoed" que va ser seleccionada com la "paraula de l'any 2006" per l'American Dialect Society.